# Maddike
En maddike er en larve, som kommer fra fx fluers æg. Æggene bliver lagt i fx afføring og udklækkes efter mindre end et døgn. Maddiker er hvirvelløse dyr, som kommer fra rækken leddyr. Mange maddiker spiser ådsler, efter ca. 8-10 dage er de udviklede.